# Reglamento taurino de Andalucía
El Decreto 68/2006, de 21, de marzo, por el que se aprueba el Reglamento Taurino de Andalucía es un decreto ley que tiene por objeto la regulación de la celebración de espectáculos taurinos dentro de la comunidad autónoma de Andalucía según las competencias que otorga el Estatuto de Autonomía en materia de espectáculos públicos y la facultad que establece la  Ley 13/1999, de 15 de diciembre, de Espectáculos Públicos y Actividades Recreativas de Andalucía.
Tras su aprobación en el Parlamento de Andalucía, el decreto-ley entró en vigor tras su aprobación en el Boletín Oficial de la Junta de Andalucía el 3 de abril de 2006, apareciendo como signatarios del documento la consejera de Gobernación, Evangelina Naranjo, y el presidente de la Junta de Andalucía, Manuel Chaves.

## Desarrollo normativo
En el marco de las competencias de la Comunidad autónoma de Andalucía, la Consejería de Gobernación desarrolla lo tocante a la celebración de espectáculos públicos dentro de su jurisdicción territorial. Así, por el Decreto 294/1984, de 20 de noviembre, se le concede a la administración autonómica capacidad para ello. Un base jurídica que se consolida por medio del Decreto 50/1985, de 5 de marzo, por el que se regula el ejercicio de competencias transferidas a la Junta de Andalucía en materia de espectáculos públicos y que da carta de naturaleza a la disposición de normativa en lo referido a la celebración de eventos taurinos.

## Estructura
El Reglamento Taurino de Andalucía se estructura en torno 18 capítulos en los que se recogen todas aquellas disposiciones relacionadas con la celebración de los distintos espectáculos taurinos que se definen dentro del mismo reglamento. Contando con la base jurídica de los reglamentos taurinos nacionales, el de Andalucía atiende a distintas particularidades que ofrecen un carácter singular al mismo, como el peso de los toros, el acceso de personal civil a las presidencias, entre otras.

## Capítulos

### Capítulo I: Objeto y ámbito
Los artículos 1 y 2 desarrollan el campo de influencia y extensión del Reglamento Taurino de Andalucía, explicando cómo su ámbito de actuación se circunscribe a toda la Comunidad autónoma de Andalucía. Asimismo, en esta parte de la ley se especifica cuál la funcionalidad de dicho reglamento: garantizar la integridad del espectáculo, salvaguardar los derechos de los profesionales taurinos y del público en general.
Asimismo, esta primera parte del reglamento viene a definir qué se entiende por espectáculo taurino y a qué tipo de festejos viene regular en su desarrollo; dejando fuera del mismo los festejos taurinos populares, las clases prácticas, actividades formativas de las escuelas taurinas o faenas camperas.

### Capítulo II: Tipos de espectáculos y plazas de toros
Sobre las disposiciones anteriores, y entre los artículos 3 y 10, el Reglamento Taurino de Andalucía define expresamente qué tipo de festejos taurinos se ven afectados por este decreto de la Junta de Andalucía: concretamente, las corridas de toros, las novilladas con picadores, las novilladas sin picadores, las corridas de rejones, las becerradas y los llamados como espectáculos mixtos, es decir "integrados parcialmente por varios tipos de los anteriores". Se reconocen también como espectáculos reglados, los festivales, el toreo cómico y los "espectáculos singulares, históricos, conmemorativos o de exhibición" que tengan características recogidas en las categorías anteriores.

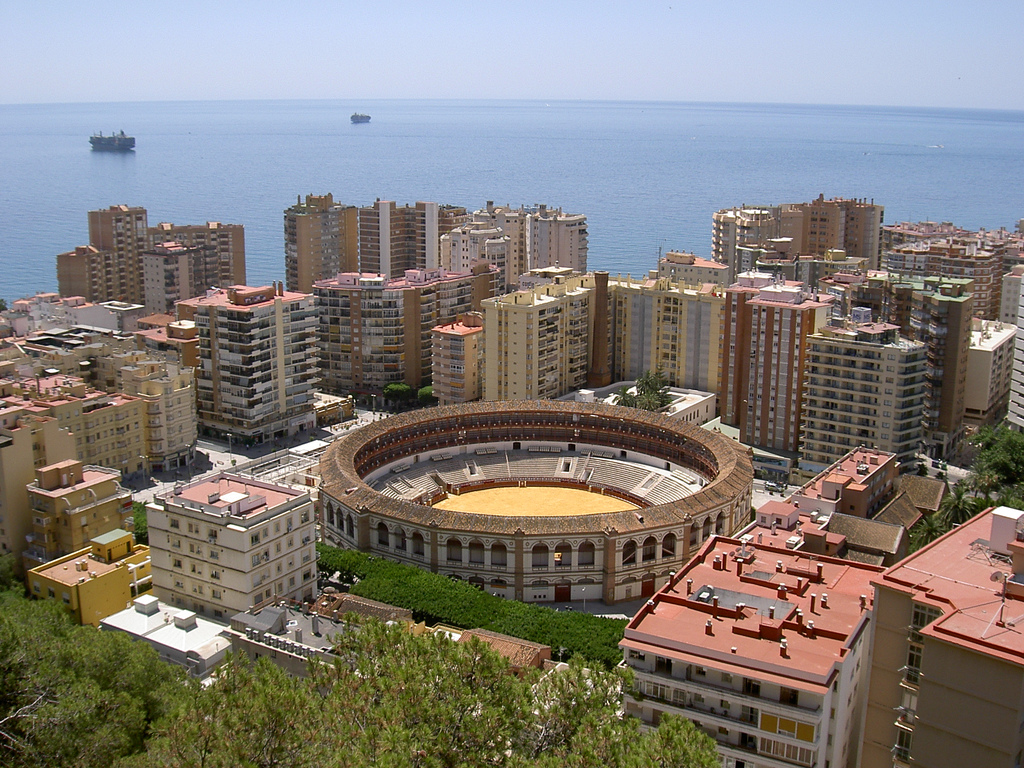
La plaza de toros de La Malagueta pasó a ser de primera categoría tras la entrada en vigor del Reglamento Taurino de Andalucía de 2006

A nivel de plazas de toros se reconocen cuatro tipologías distintas: las plazas de toros permanentes, las plazas de toros no permanentes, las plazas de toros portátiles y las plazas de toros de esparcimiento. Seguidamente, se mencionan las características esenciales que deben tener estos recintos, especialmente en lo tocante a diámetro del ruedo, tamaño de las tablas, número de burladeros, así como instalaciones relacionadas con el desarrollo de cada uno de los espectáculos (corrales, pasillos, burladeros, enfermería...).
Quedan definidas dentro de este capítulo las categorías de las plazas de toros, estableciendo una distinción entre plazas de primera, segunda, tercera y cuarta categoría; y distribuyéndolas del siguiente modo:
- Plazas de primera categoría: Real Maestranza de Caballería, de Sevilla; Los Califas, de Córdoba; y La Malagueta, de Málaga.[5]
- Plazas de segunda categoría: Almería, Algeciras, El Puerto de Santa María, Jerez de la Frontera, Granada, Huelva, Jaén y Linares.
- Plazas de tercera categoría: el resto de las plazas permanentes no mencionadas en las dos categorías anteriores y todas aquellas plazas que se construyeran nuevas a partir de la entrada en vigor del decreto.

### Capítulo III: Registros Profesionales y Empresas taurinas
Para atender a las particularidades profesionales y el modo organizativo de los espectáculos, el Decreto 68/2006 establece la creación del Registro de Profesionales Taurinos de Andalucía con la finalidad de "asegurar un nivel profesional digno y de garantizar los legítimos intereses de cuantos intervienen en los espectáculos taurinos en Andalucía". Un registro en el que se incluyen los matadores de toros, los novilleros, los rejoneadores, los banderilleros, los picadores, los toreros cómicos y los mozos de espada.
Las condiciones y documentos necesarios para la organización y celebración de un espectáculo taurino viene determinado en el artículo 12, donde se consignan aquellos datos fundamentales de esta función empresarial.

### Capítulo IV: Garantías y seguros
Los artículos 13 y 14 completan la información relativa a las empresas, especialmente en lo tocante a la responsabilidad ci vil, el ámbito de seguros sociales y seguros de espectáculos.

### Capítulo V: Autorizaciones administrativas
La documentación necesaria para celebrar un espectáculo taurino y los datos que deben aparecer son atendidos en el articulado siguiente, entre los puntos 15 y 17, donde se atiende igualmente a quién deben dirigirse, desde el punto de vista de la administración pública, cada uno de los trámites.

### Capítulo VI: Presidencia y equipos
El sexto de los capítulos del Reglamento Taurino de Andalucía se extiende entre los artículos 18 y 26 para regular el número de personas encargadas de velar por el desarrollo reglamentario de los distintos espectáculos, con la presidencia, el delegado de la autoridad, los alguacilillos así como los veterinarios. Una codificación donde se expresa qué tipo de persona puede acceder a cada uno de estos cargos de responsabilidad, cuáles son sus funciones y competencias así cómo deben obrar conforme al reglamento.
Asimismo se consigna, por primera vez, que los presidentes de las plazas de toros de Andalucía no tienen porque proceder de la administración pública ni ser miembros de las fuerzas de seguridad del Estado, como sí ocurre en la reglamentación nacional. Al contrario, se designa como presidentes aquellas personas procedentes de la "afición a la fiesta taurina sin ningún interés económico, profesional o de parentesco con los miembros de la empresa organizadora, profesionales actuantes".

### Capítulo VII: Características de las reses

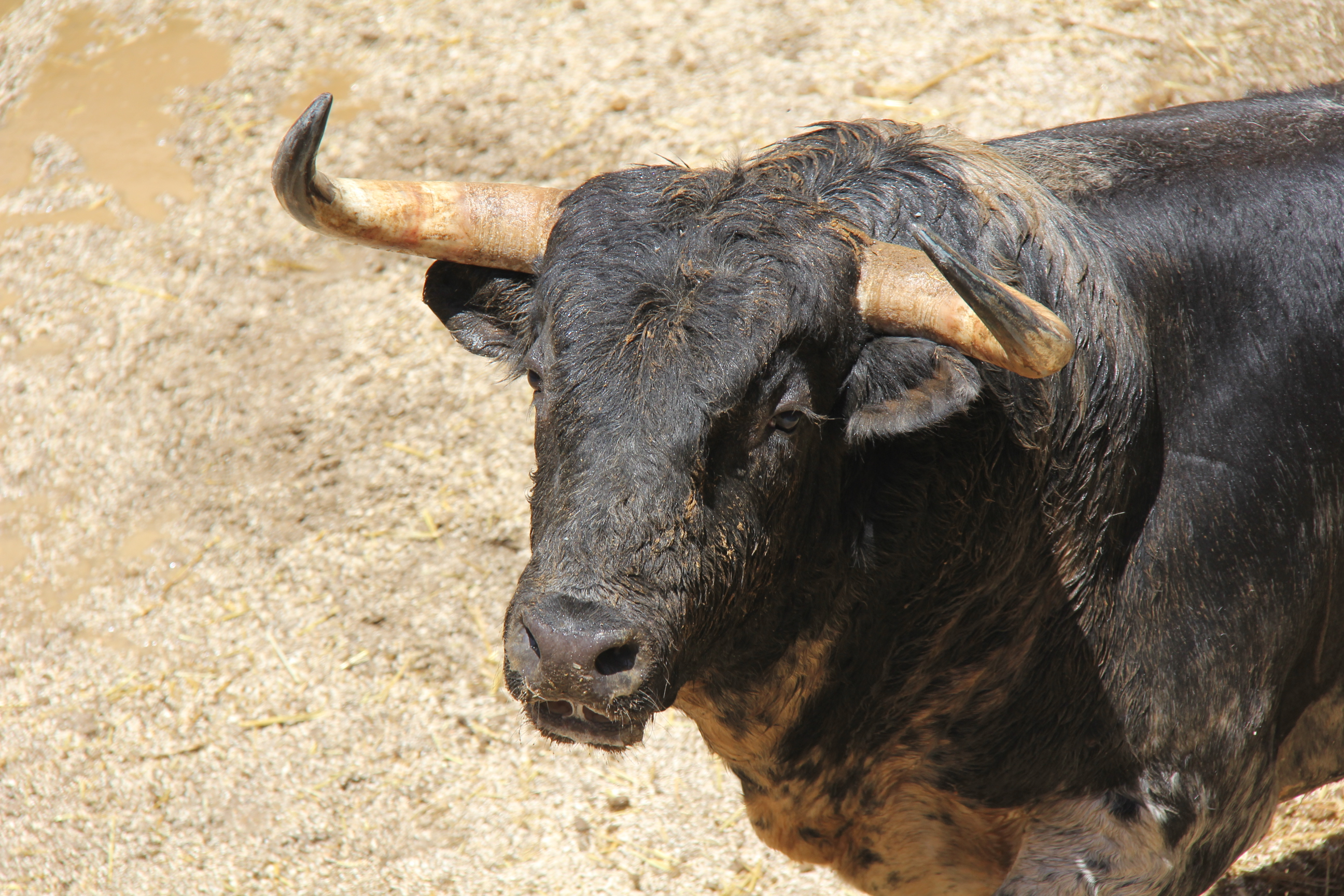
Artículo 30: "Los cuernos de las reses de lidia en corridas de toros y novilladas con picadores estarán siempre íntegros".

Los artículos que corresponden a este capítulo, y que se formulan desde el 27 al 32, marcan la normativa sobre las cualidades que han de disponer las reses a lidiarse en los distintos festejos. Como requisito fundamental está en que los animales que sean destinado a espectáculos taurinos estén inscritos dentro del Libro Genealógico de Raza Bovina de Lidia.
En corridas de toros, los animales deben ser machos con cuatro años de edad cumplidos y, en todo caso, menos de seis. En novilladas con picadores, reses superiores a tres años e inferiores a cuatro; en las demás novilladas, entre dos y tres años. Una regulación que se estipula, igualmente, para los festejos de rejones, mientras que paras las becerradas y el toreo económico se estipula que los animales no hayan cumplido los dos años de edad.
Una normativa que estipula, asimismo, el pesaje y características morfológicas y zootécnicas de los animales, como también la necesaria integridad de los cuernos en corridas de toros y novilladas con picadores. Como excepción a esta disposición, el despunte en corridas de rejones, novilladas sin picadores, becerradas y festivales taurinos.

### Capítulo VIII: El transporte de las reses
Los artículos del 32 al 34 se hacen cargo del modo en el que los animales deben ser trasladados desde las ganaderías de origen hasta las plazas de destino. Una labor en la que se estipula la participación de los distintos agentes que forman parte de los equipos de cada festejo y donde se consigna el papel que debe desempeñar la persona responsable de la ganadería en todo este proceso, ya el ganadero ya el mayoral.

### Capítulo IX: Los reconocimientos

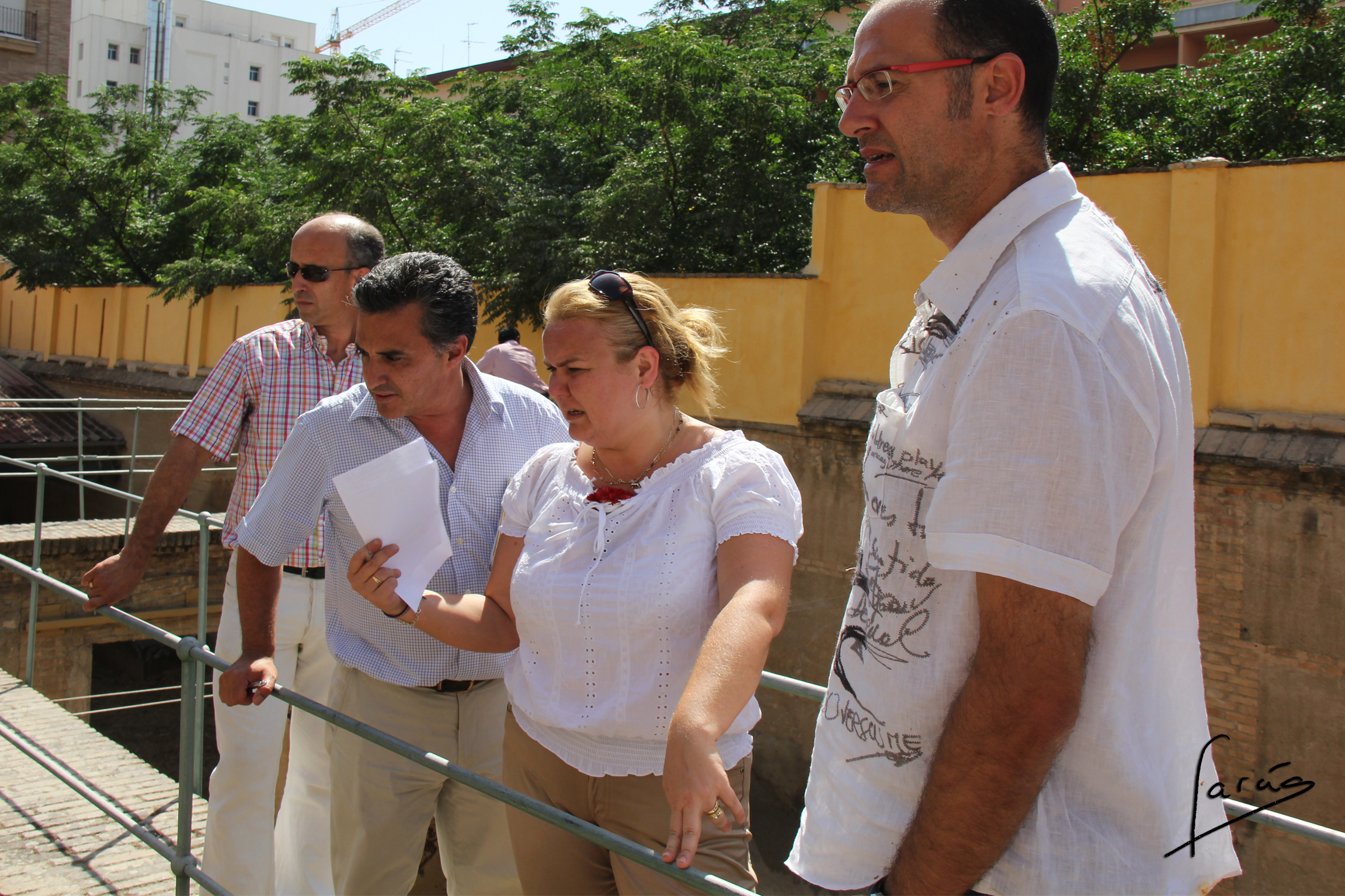
La presidenta de la Plaza de toros de Granada y el equipo veterinario reconociendo una corrida de toros de la Feria del Corpus de 2012

Uno de los capítulos más amplios del Reglamento Taurino de Andalucía es el noveno (artículos 35-41) al abordarse la inspección que deben hacer los equipos presidenciales y veterinarios de las reses, desde la ganadería de origen hasta su los reconocimientos post mortem.
Aparece ampliamente representado el proceso que atañe al reconocimiento que se hace los animales de forma previa, es decir desde que llegan a los corrales de la plaza y hasta que se procede al sorteo, apartado y enchiquerado de los mismos. Especial incidencia tiene también el proceso del reconocimiento post mortem de los cuernos, como forma de detección de manipulación o fraude en lo relativo a la integridad de las defensas de los toros y novillos.
Por su parte, el reglamento incluye una novedad, en el artículo 34, sobre el "señalamiento de las reses", es decir la potestad de los equipos presidenciales de las plazas de primera y segunda categoría a viajar hasta las fincas ganaderas para señalar los animales que van a ser lidiados en la plaza.

### Capítulo X: Operaciones preliminares y medidas complementarias
Los artículos 41 al 49 contemplan todo aquello relativo a las cuestiones previas al inicio de un festejo, como aquellos elementos que participan o forman parte de la lidia. Así, el capítulo recoge lo tocante a las cuadras de caballos y de cabestros, el peso y edad de estos animales, las protecciones que han de llevar los caballos de picar, medidas de las puyas y banderillas así como régimen de custodia de estos elementos.

### Capítulo XI: Disposiciones generales de la lidia

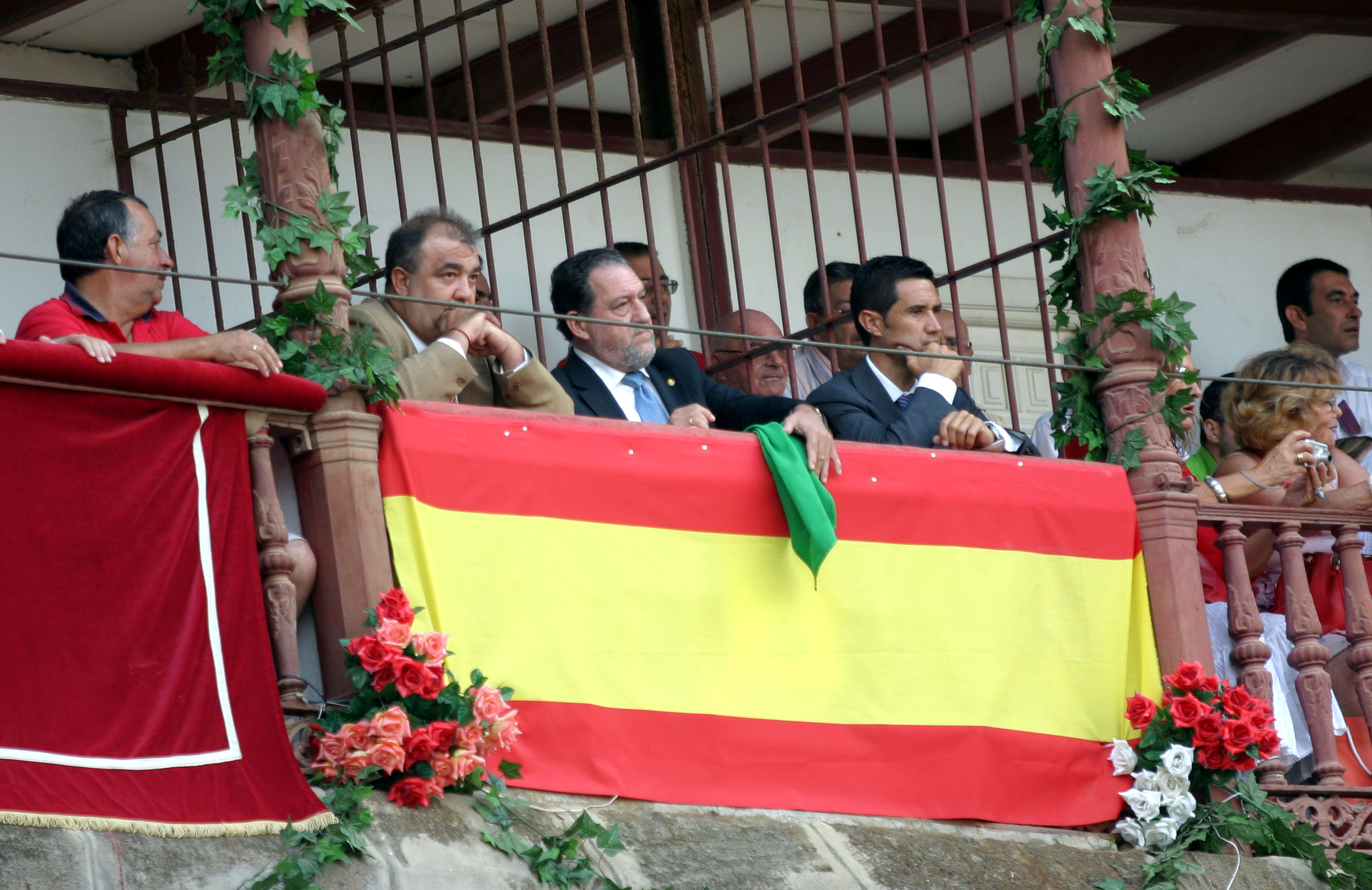
El presidente de la Plaza de toros de La Malagueta exhibiendo el pañuelo verde para la devolución de una res

Del 50 al 52, los artículos de este capítulo atienden los elementos preliminares de  la lidia antes de que se inicie el festejo. Cuestiones variadas como el deber de los toreros a comparecer en la plaza con el tiempo necesario, la composición de las cuadrillas, la distribución en tercios de la lidia así como el régimen de concesión de trofeos mediante pañuelos por parte del presidente.
Siguiendo el espíritu del Reglamento taurino nacional de 1996, las instrucciones del palco y la concesión de premios a la actuación de los distintos diestros se hará exhibiendo un pañuelo, estableciendo para tal caso las variantes de color que se contemplan: el blanco para las orejas y el rabo; el azul para premiar al toro con la vuelta al ruedo, el naranja para el indulto de la res, el rojo para la condena a banderillas negras y el verde para la devolución de la res en caso de no ser apto para la lidia.

### Capítulo XII: El primer tercio de la lidia

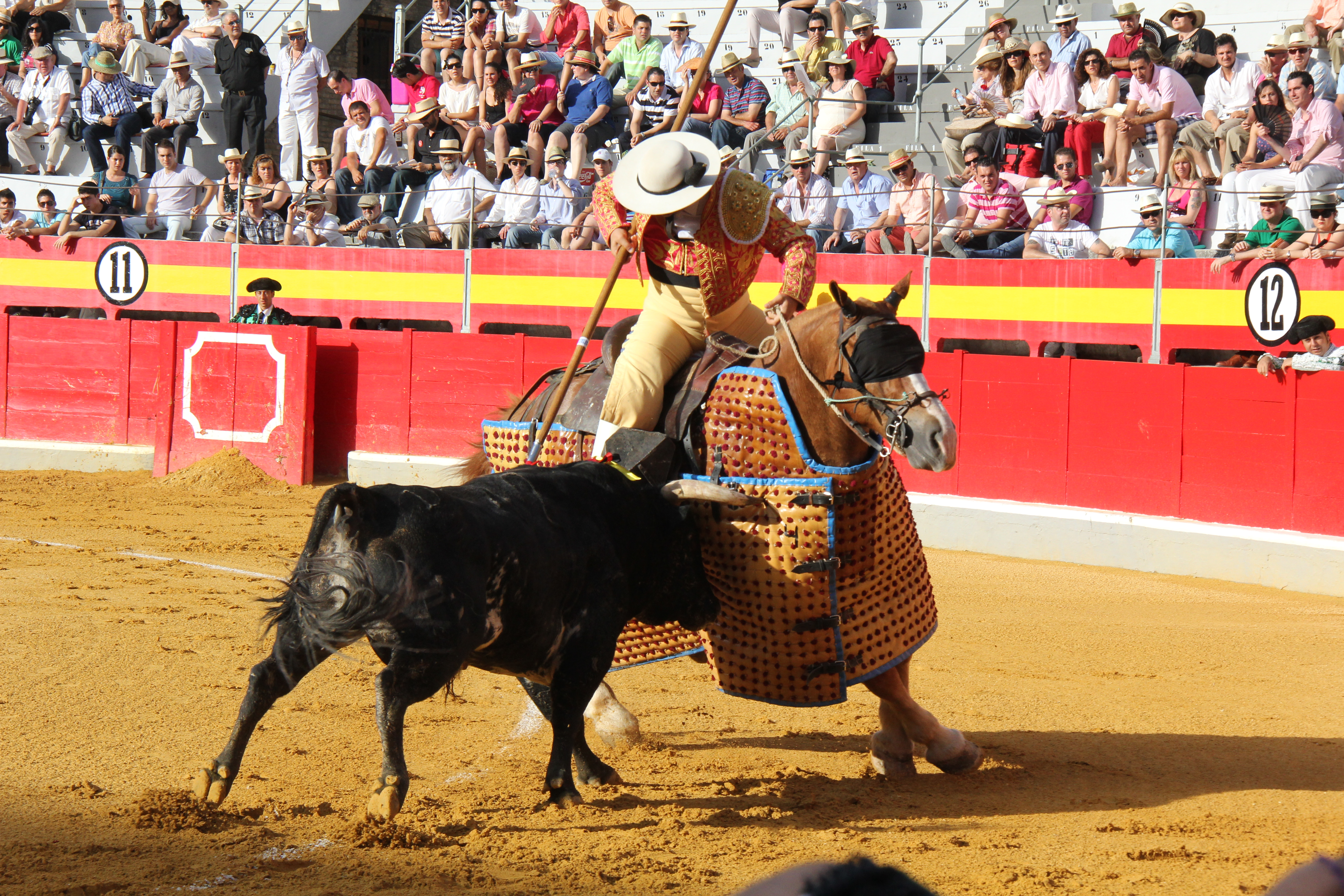
Picador ejecutando la suerte de varas en la Plaza de toros de Granada

Los artículos 53 al 55 recogen cómo ha desarrollarse dentro de un espectáculo taurino la celebración del primero de los tercios de la lidia, que corresponde al saludo del toro con el capote por parte del diestro así como la celebración de la suerte de varas, donde el toro se enfrenta al picador.
El desarrollo de los artículos recogen el modo en el que ha de ejecutarse la suerte de varas así como dónde deber colocarse los distintos miembros de las cuadrillas: los picadores, los banderilleros, los diestros actuantes así como aquel ostenta la dirección de la lidia.

### Capítulo XIII: El segundo tercio de la lidia
El artículo 56 del Reglamento Taurino de Andalucía está consignado al tercio de banderillas. Se trata del segundo de los tiempos en los que se distribuye la lidia y en él aparecen cómo ha de procederse a la colocación de las banderillas o garapullos, el número mínimo de éstas que deben colocarse sobre la res así como dónde ha de estar colocado cada uno de los actuantes en el ruedo durante el desarrollo de la lidia.

### Capítulo XIV: El último tercio de la lidia
Los artículos que corresponden desde el número 57 al 61 atienden el desarrollo del último de los tercios de la lidia, donde tiene lugar la faena de muleta. Además de consignar elementos del protocolo propio de la tauromaquia, como el saludo al presidente antes de iniciar el trasteo, se recoge aquí la duración máxima que debe tener la faena, cómo se contabilizan los avisos que marcan la necesidad de entrar a matar así cómo tiene lugar la petición de trofeos por parte del público y cómo se manifiestan las decisiones del presidente a tal efecto.
El artículo 60, concretamente, ahonda en las circunstancias en las que debe concurrir una res para que se le conceda el indulto, quiénes deben participar en la decisión de esta gracia así en qué tipo de plazas puede procederse con la misma y en cuáles no así como en aquellos festejos en los que es posible indultar a una res.

### Capítulo XV: Otras disposiciones
El capítulo, que recoge los artículos 62 al 64, propone abordar aquellas cuestiones tocantes a los supuestos en los que la presidencia del festejo puede ordenar la devolución de una res, el modo en el que proceder y cómo actuar con los animales una vez hayan vuelto a los corrales. Asimismo, se establecen aquellos supuestos donde la presidencia puede decretar la suspensión de un festejo ante la existencia de inestabilidad meteorológica.
De acuerdo con el carácter administrativo que subyace a la celebración de un espectáculo taurino, el reglamento recoge en el artículo 64 la forma en la que se ha de proceder al levantamiento de un acta al fin de la celebración del festejo; indicando quién es el encargado de consignar el acta así como el número de aspectos a tener en cuenta en este documento: lugar, día y hora de la celebración del espectáculo, empresa organizadora, hora de inicio y de fin del festejo; clase del espectáculo que se celebran y tipo de plaza; identificación de la presidencia, delegación de la autoridad, equipo veterinario y miembros actuantes en la asesoría; diestros participantes y composición de las cuadrillas; desarrollo de la lidia y resultado artístico; reses lidiadas, incluidos sobreros, indicando la ganadería y datos de la res; incidencias destacables, y deficiencias y posibles incumplimientos de cualquier tipo o denuncias.

### Capítulo XVI: Disposiciones particulares
Los artículos 65 al 69 recogen aquellas cuestiones relativas a determinados espectáculos taurinos como novilladas con picadores, corridas de rejones, festivales, toreo cómico o becerradas. En ellas se advierten las particularidades de cada uno de este tipo de festejos así como las exigencias que tienen con respecto a las corridas de toros así como las exenciones que tienen de acuerdo a las mismas.

### Capítulo XVII: Los espectadores
Abarcando los artículos 70 al 73, en este capítulo se hace mención a todo lo tocante a los derechos, obligaciones y prohibiciones que tienen los espectadores de los festejos taurios en Andalucía, así como el modo en el que se ha de proceder a la expedición de entradas y abonos o la información obligatoria que debe aparecer en todas las entradas y localidades. El articulado de este capítulo menciona la obligación que tienen los organizadores de abrir las puertas de acceso a la plaza de toros con el tiempo de antelación necesario, el derecho a la devolución cuando se produzca un cambio en el cartel anunciado - tanto en toreros actuantes como en la ganadería reseñada - así como los supuestos en los que, de suspenderse el festejo, los espectadores tienen derecho a la devolución del precio de la entrada.
Algunas de las operaciones preliminares al festejo, como es el desembarque de los toros, también tiene mención en este capítulo, por el derecho que tienen los aficionados a acceder a este tipo de actos previa autorización de la autoridad competente, así como los resultados de los reconocimientos realizados por los equipos veterinarios.

### Capítulo XVIII: Régimen sancionador
El presente capítulo, que aborda desde los artículos 74 al 76, hace referencia a las distintas sanciones que se son aplicables ante el incumplimiento de la norma. Para la regulación del grado de sanciones, según el nivel de perjuicio, se tiene como referencia lo dispuesto en la Ley 10/1991, de 4 de abril, sobre potestades administrativas en materia de espectáculos taurinos.

## Modificaciones
Con motivo de las restricciones sanitarias impuestas durante la pandemia del Covid-19, la Junta de Andalucía la reforma temporal de la normativa vigente; procurando agilizar los trámites administrativos y la reducción de costes derivados de las contrataciones exigidas en la ley; otras de las medidas estuvieron sujetas a garantizar las medidas de distanciamiento social para la prevención del contagio del virus. Entre las medidas cautelares adoptadas descuellan:
- La limitación del aforo permitido, reduciéndolo a un 30% del total.
- La reducción del número de sobreros obligatorios en plazas de primera y segunda categoría.
- La retirada de la retribución a los asesores en materia artístico-taurina y a los veterinarios de servicio.
- La reducción del número obligatorio de caballos de picar en plazas de primera y segunda categoría a un total de tres.
- La supresión del pañuelo rojo y el uso de las banderillas negras y la reducción de la inspección del número de banderillas y puyas.
- La reducción del número de profesionales taurinos, siendo obligatorio únicamente un picador y dos banderilleros por cuadrilla.

Algunas de estas medidas, especialmente la tocante al número de integrantes de las cuadrillas fue criticado por los sindicatos profesionales; quienes prefirieron que se reconsiderase la reducción de sus honorarios a la supresión del número de actuantes.

## Efectos jurídicos

### Derogación
- Disposición adicional segunda del Decreto 62/2003, de 11 de marzo, por el que se aprueba el Reglamento de Festejos Taurinos Populares y se regulan determinados aspectos de los espectáculos taurinos.